# Tulasnella brinkmannii
Tulasnella brinkmannii är en svampart som beskrevs av Bres. 1920. Tulasnella brinkmannii ingår i släktet Tulasnella och familjen Tulasnellaceae.   Inga underarter finns listade i Catalogue of Life.